# Calvos (Póvoa de Lanhoso)
Calvos is een plaats (freguesia) in de Portugese gemeente Póvoa de Lanhoso en telt 482 inwoners (2001).

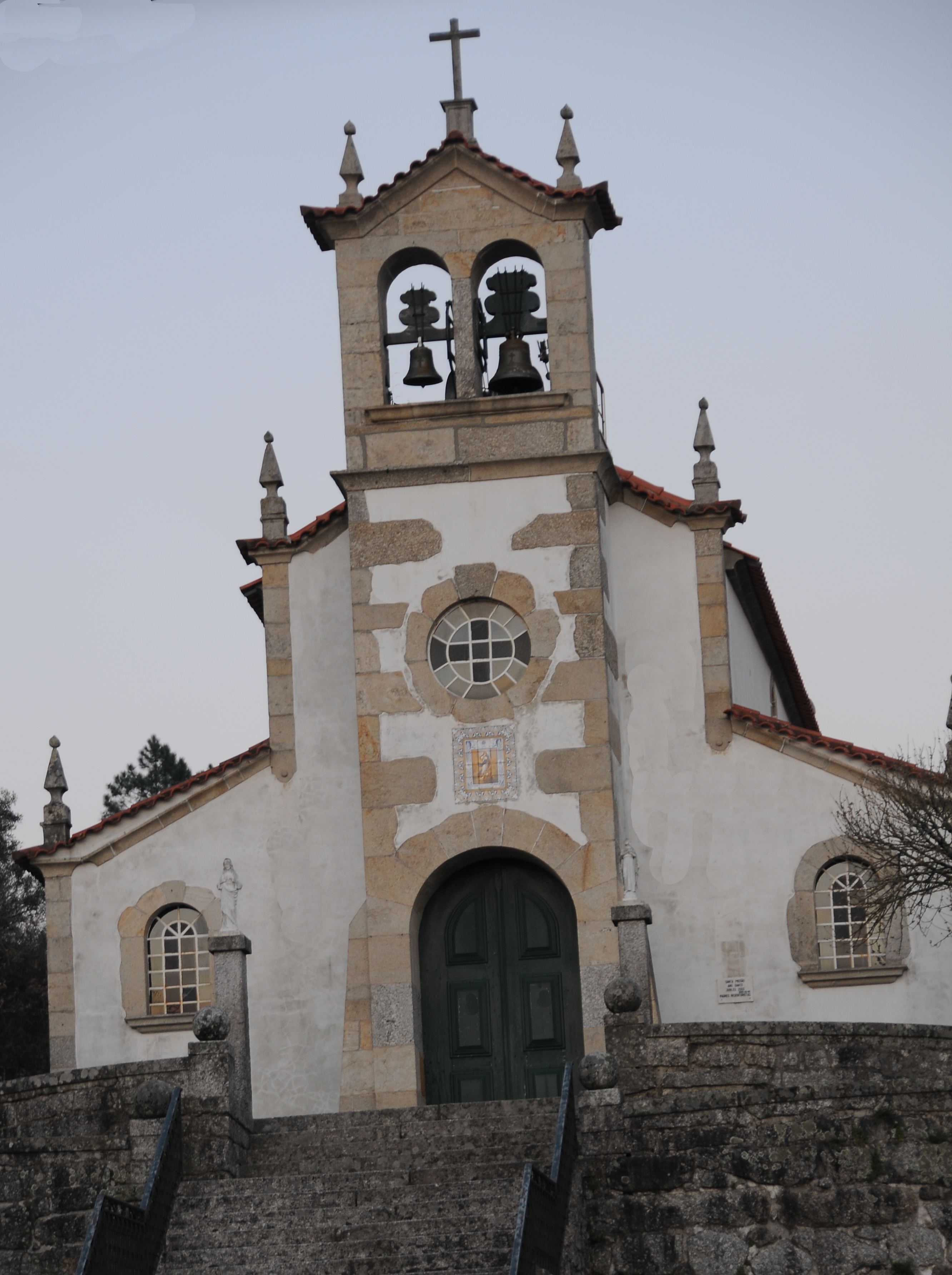